# Botanophila facettii
Botanophila facettii este o specie de muște din genul Botanophila, familia Anthomyiidae. A fost descrisă pentru prima dată de Mario Bezzi în anul 1918. Conform Catalogue of Life specia Botanophila facettii nu are subspecii cunoscute.